# 샤논 위리
샤논 위리(Shannon Whirry, 1964년 11월 7일 ~ )는 미국의 포르노 배우, 배우, 연극 배우, 텔레비전 배우, 영화배우이다.

## 방송
- ER 시즌9

## 영화
- 데드 웨스트 (2010년)
- 미들 맨 (2009년)
- 졸린 (2008년)
- 미 마이셀프 앤드 아이린 (2000년)
- 백 슬라이더 (1999년)
- 프라핏 게임 (1999년)
- 마이크 해머, 프라이빗 아이 (1997년) - 벨다 역
- 레트로액티브 (1997년) - 레이앤 역
- 비상 탈출 (1996년)
- 오메가 둠 (1996년)
- 링거 (1996년) - 크리스틴/트레이시 역
- 프라이빗 옵세션 (1995년)
- 쇼킹 묵시록 (1995년) - 켈리 역
- 플레이백(이탈리아어판) (1995년)
- 욕망의 저격자 (1995년)
- 헐리웃 마담 (1994년)
- 미러 이미지 2 (1994년)
- 동물적 본능 2 (1994년)
- 블랙 다이아몬드 (1994년)
- 육체의 문 (1993년)
- 동물적 본능 (1992년)